# Linia dziewięciu kresek
Linia dziewięciu kresek lub linia dziewięciu kropek (chiń. upr. 南海九段线; pinyin nánhǎi jiǔduàn xiàn) – linia demarkacyjna na terenie Morza Południowochińskiego wyznaczająca zakres chińskich (ChRL) roszczeń terytorialnych odnośnie do wysp położonych na tym akwenie i obejmująca ponad 80% lub 90% Morza Południowochińskiego. Ze względu na przebieg, jej kształt kojarzy się z krowim językiem, w szczególności w Wietnamie nazywana jest linią krowiego języka.
Linia dziewięciu kresek spowodowała wejście Chin w spór terytorialny z Wietnamem, Filipinami, Malezją, Brunei, Republiką Chińską na Tajwanie i Japonią. Największymi spornymi wyspami są Wyspy Paracelskie, Scarborough Shoal, Wyspy Spratly oraz południowa część Riukiu.
Przyczyną sporu o obszar Morza Południowochińskiego są głównie zlokalizowane pod jego dnem bogate złoża ropy naftowej i gazu o szacowanej wielkości 10 mld baryłek oraz przebiegający przez akwen ważny morski szlak transportowy, wykorzystywany przez 50% kursujących tankowców transportujących ropę naftową. Chiny uzasadniają swoje stanowisko w sprawie granicy morskiej za pomocą „historycznych praw” i pojęcia „tradycyjnej granicy morskiej”, a także instrumentalnego traktowania pojęć szelfu kontynentalnego i wyłącznej strefy ekonomicznej, natomiast sąsiedzi tego kraju uznają roszczenia za bezprawne i niepodparte prawem międzynarodowym, choćby Konwencją Narodów Zjednoczonych o prawie morza (UNCLOS). Chińczycy podkreślają swoje prawo do wysp wskazując, że zostały one odkryte przez chińskich żeglarzy.
Linia nie istniała przed II wojną światową, aż do jej zakończenia podczas kolejnych rozmów pokojowych Chiny zgłaszały jedynie roszczenia do terenów zagarniętych przez Japonię podczas wojny (Mandżuria, Formoza i Peskadory). Po raz pierwszy arbitralnie linię wyznaczył w 1947 roku jeszcze rząd nacjonalistyczny, posługując się wówczas jedenastoma kreskami. Dwa lata później komunistyczny już szef chińskiego MSZ Zhou Enlai zmodyfikował linię za pomocą dziewięciu kresek, ponownie nie podano do wiadomości przesłanek dotyczących powodów jej wytyczenia. Instrumentalne traktowanie kwestii granicy morskiej przez Chiny widoczne jest także w niejednoznacznym stanowisku chińskiego rządu nt. tego, czy uważa on teren wewnątrz linii za swoje terytorium, czy za wyłączną strefę ekonomiczną, czy wreszcie za "strefę wpływów". Przez wiele lat linia funkcjonowała w świadomości mieszkańców regionu jako złożona z dziewięciu kresek.
25 czerwca 2014 roku Chiny przedstawiły nową wersję linii określającej ich roszczenia do spornego terenu, wyznaczonej za pomocą dziesięciu kresek, po raz kolejny powiększając zasięg roszczeń.

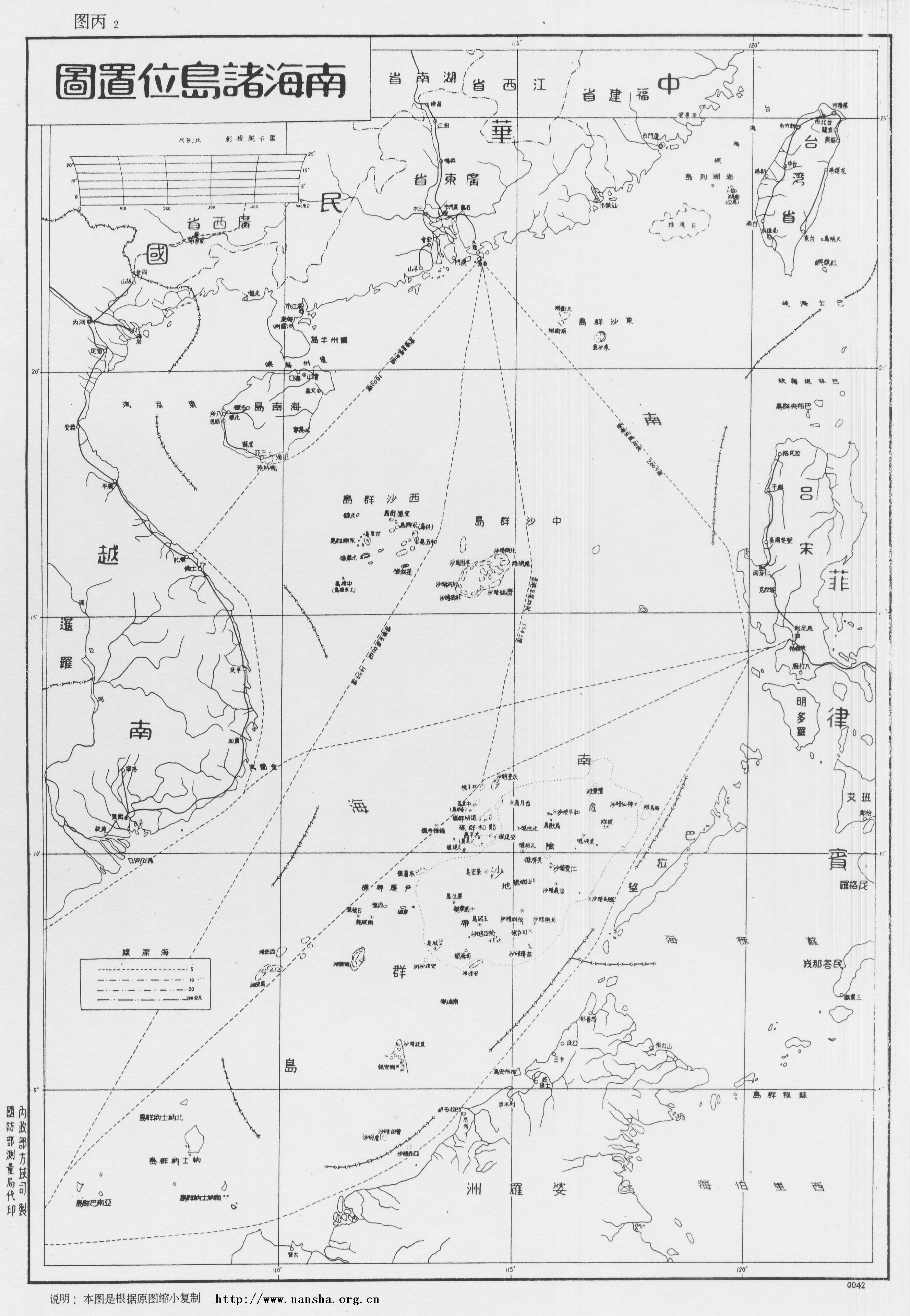
Linia jedenastu kresek w wersji z 1947 roku
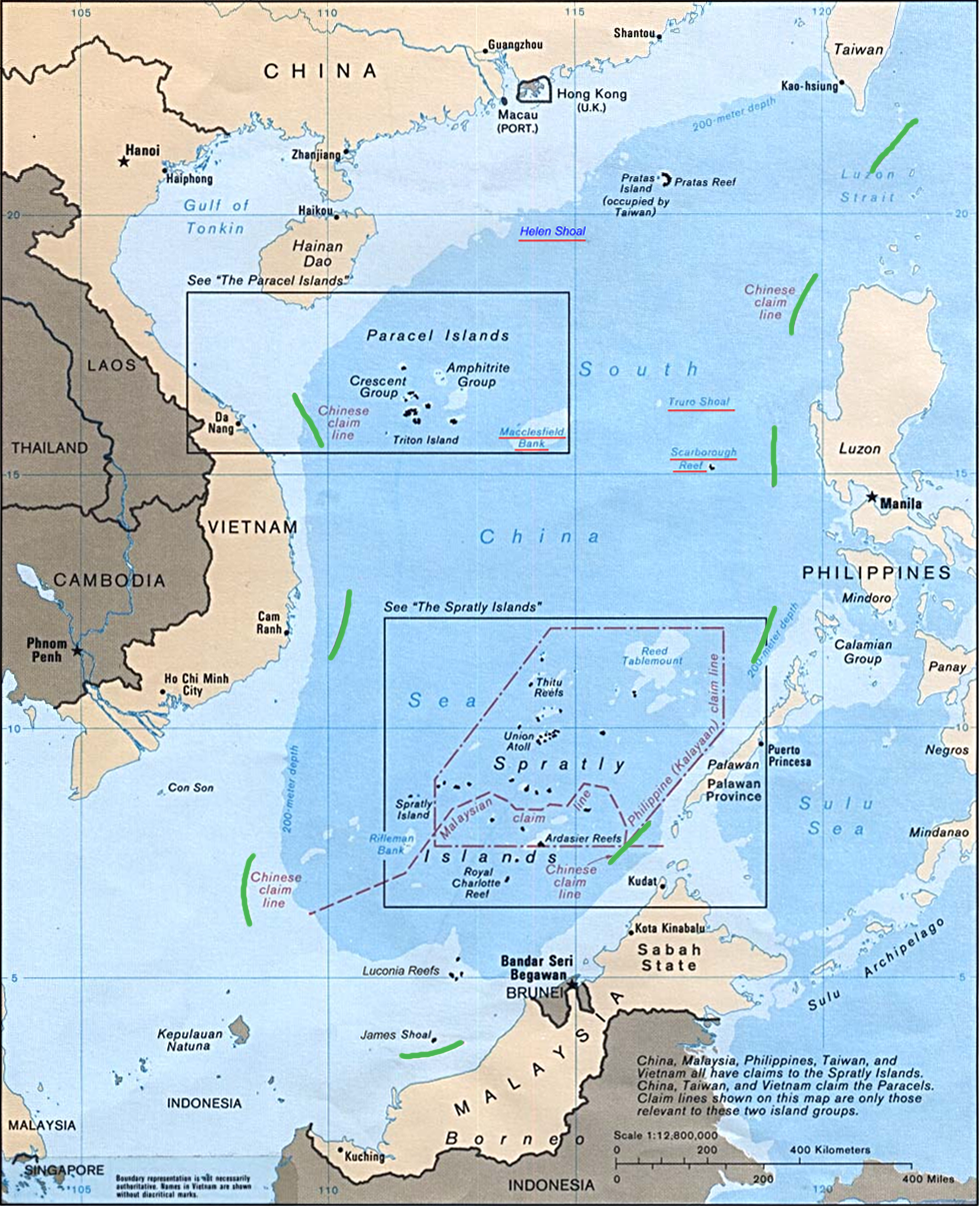
Linia dziewięciu kresek (zielona)
Granice wyłącznych stref ekonomicznych (niebieskie) oraz linia dziewięciu kresek (czerwona)
- Linia dziewięciu kresek w wersji z 2009 roku